# Jonathan Zongo
Pour les articles homonymes, voir Zongo (homonymie).
Jonathan Zongo, né le 6 avril 1989 à Ouagadougou au Burkina Faso, est un ancien footballeur international burkinabé. Il évoluait au poste d'ailier droit.

## Biographie

### Carrière internationale
Jonathan Zongo honore sa première sélection en A le 14 août 2013 lors d'un match amical contre le Maroc (victoire 2-1). Le 21 mai 2014, il marque son premier but en sélection contre le Sénégal lors d'un match amical (1-1).
Il compte 22 sélections pour 2 buts (ainsi que 2 sélections et 2 buts pour les matchs non validés par la FIFA) en équipe du Burkina Faso entre 2013 et 2017.

## Statistiques

### Statistiques en club
| Saison                | Club                  | Championnat           | Championnat | Championnat | Coupe(s) nationale(s) | Coupe(s) nationale(s) | Burkina Faso | Burkina Faso | Total | Total |
| Saison                | Club                  | Division              | M.          | B.          | M.                    | B.                    | M.           | B.           | M.    | B.    |
| 2010 - 2011           | UD Almería            | Liga BBVA             | -           | -           | 2                     | 0                     | -            | -            | 2     | 0     |
| 2011 - 2012           | UD Almería            | Segunda División      | 14          | 2           | 1                     | 0                     | -            | -            | 15    | 2     |
| 2012 - 2013           | UD Almería            | Segunda División      | 25+3        | 1           | 3                     | 1                     | -            | -            | 31    | 2     |
| 2013 - 2014           | UD Almería            | Liga BBVA             | 18          | 1           | 1                     | 0                     | 6            | 1            | 25    | 2     |
| 2014 - 2015           | UD Almería            | Liga BBVA             | 13          | 1           | 1                     | 1                     | 6            | 0            | 20    | 2     |
| Total sur la carrière | Total sur la carrière | Total sur la carrière | 73          | 5           | 8                     | 2                     | 12           | 1            | 93    | 8     |

### Buts en sélection
Le tableau suivant liste les résultats de tous les buts inscrits par Jonathan Zongo avec l'équipe du Burkina Faso.